# Turbanella petiti
Turbanella petiti är en djurart som tillhör fylumet bukhårsdjur, och som beskrevs av Adolf Remane 1952. Turbanella petiti ingår i släktet Turbanella och familjen Turbanellidae. Inga underarter finns listade i Catalogue of Life.